# 楊岳斌
楊 岳斌（よう がくひん、Yang Yuebin、1822年 - 1889年）は、清末の軍人。字は厚庵。湖南省善化県出身。元の名は載福といったが、同治帝の名（載淳）を避けて岳斌と改名した。
幼時より騎射に優れ、新寧の反乱の鎮圧に参加した。1852年、湘陰の防衛に功績があり、千総に抜擢された。1853年、曽国藩が湘軍を創設すると、水軍の指揮官となった。湘潭・岳州・武昌・田家鎮を転戦し、鄖陽鎮総兵・湖北提督代理に任命された。1858年、李続賓とともに江西省の九江を攻め、太平天国軍の林啓栄を捕らえた。1859年から安慶包囲に加わり、陳玉成や李世賢らと戦い、他の諸将とともに1861年に陥落させた。1863年から曽国荃の南京包囲に加わった。1864年、江西省・安徽省の軍務の統括を命じられ、陝甘総督に抜擢された。1865年、江西省・安徽省を平定した後に陝西省に赴任したが、回民蜂起に苦戦し、1866年に辞職した。1875年、彭玉麟とともに長江水師の巡閲を命じられた。1883年、清仏戦争が起きると福建省の軍務を命じられ、さらに江南の軍務についた。1885年、12営を率いて台湾に赴き、劉銘伝とともにフランス軍の上陸を阻止した。死後、勇愨の諡号を贈られた。